# Stubaier Alpen
Stubaier Alpen – grupa górska w Alpach Centralnych położona w Tyrolu na granicy austriacko-włoskiej. Najwyższym szczytem grupy jest Zuckerhütl (3507 m n.p.m.).

## Topografia
Stubaier Alpen stanowią wyraźnie wyróżniający się masyw górski w obrębie Alp Centralnych. Nazwa masywu pochodzi od nazwy doliny Stubaital ("tal" to po niemiecku "dolina") przecinającej pasmo z południowego zachodu na północny wschód, biegnącej od najwyższych szczytów grupy (z Zuckerhütlem włącznie) do swojego wylotu koło Schönberg im Stubaital, miejscowości położonej kilka kilometrów na południe od Innsbrucku.
Od wschodu ogranicza je Wipptall, dolina rzeki Sill (dopływ Innu), od zachodu – dolina Ötztal. Północne ograniczenie Sztubajów stanowi dolina rzeki Inn. Ich południowym ograniczeniem jest dolina rzeki Adygi.  Natomiast nie zalicza się do Stubaier Alpen położonych na południowy wschód od nich Sarntaler Alpen, mimo iż leżą one na północ od Doliny Adygi.
Stubaier Alpen tworzą fragment głównej grani Alp, stanowiącej zarazem granicę hydrogeograficzną. Ich północne stoki odwadniane są przez Inn (dopływ Dunaju, zlewisko Morza Czarnego), południowe stoki przez Adygę (dopływ Padu, zlewisko Adriatyku).

### Sąsiednie grupy górskie
Według AVE z pasmem tym sąsiadują następujące grupy górskie:
- Tuxer Alpen od wschodu – granicą jest rzeka Sill płynaca dnem doliny Wipptal,
- Alpy Zillertalskie od wschodu ku południowi – oddziela je przełęcz Brenner (dokładniej: w dolinie Unteres Wipptal potok Sill od Brenner do ujścia Schmirnbach, w dolinie Oberes Wipptal potok Eisack między Brenner a Sterzing),
- Sarntaler Alpen od południa,
- Alpy Ötztalskie od południowego zachodu i zachodu – przełęcz Timmelsjoch,
- Wettersteingebirge und Mieminger Kette od północnego zachodu – granicą jest rzeka Inn od ujścia Ötztaler Ache do ujścia Niederbach koło Zirl,
- Karwendel od północnego wschodu – Inn od Zirl do Innsbrucku.

## Geologia
Stubaier Alpen zbudowane są ze skał metamorficznych (głównie gnejsy i łupki krystaliczne), wchodzących w skład krystalicznego rdzenia Alp Centralnych. Skały krystaliczne fragmentarycznie pokryte są resztami wapiennych skał osadowych. Dotyczy to zwłaszcza północnych części masywu, choć czapy osadowe spotyka się również w jego południowej części, np. w rejonie szczytu Tribulaun. Pasmo ma charakter wysokogórski z ostrymi graniami i głębokimi dolinami. W wyższych partiach gór występują lodowce.

## Szczyty (wybór najwyższych i najbardziej znanych)
| - Zuckerhütl (3507 m) - Schrankogel (3496 m) - Pfaffenschneide (3489 m) - Ruderhofspitze (3473 m) - Sonklarspitze (3467 m) - Wilder Pfaff (3458 m) - Wilder Freiger (3419 m) - Östliche Seespitze (3416 m) - Schrandele (3393 m) |  | - Hohes Eis (3388 m) - Wilde Leck (3361 m) - Stubaier Wildspitze (3340 m) - Schaufelspitze (3333 m) - Breiter Grießkogel (3287 m) - Lüsener Fernerkogel (3298 m) - Habicht (3277 m) - Hoher Seeblaskogel (3235 m) |

## Turystyka
Przekraczanie Stubaier Alpen jest trudne, gdyż nie posiadają one łatwo dostępnych przełęczy. Znaczenie komunikacyjne mają jedynie znajdujące się na obrzeżach masywu przełęcze: Brenner z linią kolejowa, szosą i autostradą oraz Timmelsjoch z prowadzącą przez nią szosą wysokogórską.
Stubaier Alpen są ważnym ośrodkiem turystyki, alpinizmu i narciarstwa alpejskiego. Dojazd do podnóża masywu najlepszy jest od strony Innsbrucku. Najważniejszym ośrodkiem narciarskim jest dolina Stubai Tal oferująca możliwość jazdy na nartach również latem. Innym ważnym ośrodkiem narciarskim jest miejscowość Küchtai.
Szczyty tej grupy zaliczane są w zdecydowanej większości do trudnych i wymagających dobrego przygotowania alpinistycznego. Zwiedzanie masywu ułatwiają liczne, ogólnie dostępne schroniska m.in. Sulzenau Hütte, Amberger Hütte i Innsbrucker Hütte.

### Schroniska górskie
- Adolf Pichler Hütte, 1977 m,
- Amberger Hütte, 2136 m,
- Becherhaus, 3191 m,
- Brigitzköpfl Hütte, 2135 m,
- Blaser Hütte, 2180 m,
- Bremer Hütte, 2111 m,
- Dortmunder Hütte, 1949 m,
- Drei Seen Hütte, 2311 m,
- Dresdner Hütte, 2308 m,
- Elfer Hütte, 2004 m,
- Franz-Senn-Hütte, 2149 m,
- Gubener Hütte (Schwinfurter Hütte), 2028 m,
- Halsmarter Hütte, 1567 m,
- Hildesheimer Hütte, 2900 m,
- Hochstubaihütte, 3174 m,
- Innsbrucker Hütte, 2369 m,
- Knappen Hütte, 1830 m,
- Lüsens, 1634 m,
- Müllerhütte, 3145 m,
- Nößlach Hütte, 2022 m,
- Nürnberger Hütte, 2278 m,
- Padasterjochhaus, 2232 m,
- Pfaffennieder Hütte (Müller Hütte), 3143 m,
- Pforzheimer Hütte (Witzenmannhaus), 2310 m,
- Potsdamer Hütte, 2009 m,
- Praxmar, 1689 m, (Gasthoff, pensjonat wykorzystywany przez turystów z powodu braku schroniska),
- Neue Regensburger Hütte, 2287 m,
- Roßkogel Hütte, 1777 m,
- Schneespitz Hütte (Magdeburger Hütte), 2423 m,
- Starkenburger Hütte, 2237 m,
- Sulzenau Hütte, 2191 m,
- Tribulaun Hütte (Tirol), 2068 m,
- Tribulaun Hütte (Südtirol), 2373 m,
- Truna Hütte, 1722 m,
- Westfalenhaus, 2276 m,
- Winnenbachsee Hütte, 2361 m.

## Mapy
- Kompass Wanderkarte, no. 83 "Stubailer Alpen", skala 1 : 50 000,
- Kompass Wanderkarte, no. 36 "Innsbruck – Brenner", skala 1 : 50 000,